# Dorothée de Danemark (1504-1547)
Titre
Duchesse consort de Prusse
12 février 1526 – 11 avril 1547
(20 ans, 11 mois et 30 jours)
Dorothée de Danemark (en danois : Dorothea af Danmark), née en 1504 au château de Gottorf (duché de Schleswig) et morte le 11 avril 1547 à Königsberg (duché de Prusse), est une princesse de Danemark et de Norvège devenue duchesse consort de Prusse à la suite de son mariage.

## Famille
Dorothée est la fille de Frédéric Ier de Danemark et d'Anne de Brandebourg.

## Biographie
À la suite du couronnement de son père en 1523, un mariage fut pressenti avec le prétendant de la maison d'York à la couronne d’Angleterre, Richard de la Pole, mais ce mariage n'eut pas lieu.
Cependant le 12 février 1526, elle épousa Albert de Brandebourg, duc de Prusse, et de cette union naquirent six enfants :
- Anne-Sophie ;
- Katharina ;
- Frederik Albrecht ;
- Lucia Dorothea ;
- Lucia ;
- Albrecht.

Elle est morte le 11 avril 1547 à Königsberg et enterrée dans la cathédrale de Königsberg.